# Isaac Alfassi
Isaac ben Jacob Alfassi (prop de Fes, 1013-Lucena, 1103) també era anomenat el Rif, va ser un rabí i un intel·lectual jueu nascut a Constantina, Algèria, establert després a l'Àndalus.
Alfassi va passar la major part de la seva vida a Fes, Marroc, però en 1088 va ser denunciat davant el govern i es va veure obligat a fugir a l'Àndalus.
Alfassi va esdevenir el dirigent de la comunitat jueva de Lucena, i va ser nomenat president de la prestigiosa acadèmia talmúdica de la ciutat, provocant un renaixement dels estudis talmúdics a Espanya. Un dels seus deixebles més brillants va ser el Rabí Yossef ha-Leví ibn Migaix.
La seva codificació de les lleis rabíniques del Talmud, fou coneguda com el Llibre de les lleis (Sefer ha-Halachot), la seva obra tracta sobre la Halacà, la llei jueva, i és d'una importància equivalent a les obres de Maimònides i del Rabí Yossef Qaro.
Alfassi va resumir, i va ordenar nombroses discussions pertanyents al Talmud babilònic, i que fins aleshores es trobaven disperses. Alfassi, les va compilar en el seu Llibre de les lleis, que també és conegut amb el nom de "Petit Talmud." 
En general, Alfassi va citar el Talmud de Jerusalem (Talmud Yeruixalmi), però quan el seu texte no coincidia amb el Talmud de Babilònia (Talmud Bavli), Alfassi considerava vinculant aquesta darrera obra, pel fet de ser posterior. Alfassi considerava que la llei havia de seguir els dictàmens de les autoritats rabíniques més tardanes. Alfassi va ser un gran talmudista, i va contribuir a establir la supremacia del Talmud babilònic, sobre el Talmud de Jerusalem.